# La Forêt des livres
 (janvier 2023).
La Forêt des Livres est un événement littéraire créé par Gonzague Saint Bris en 1995. Il a lieu à Chanceaux-près-Loches en Indre-et-Loire le dernier dimanche d'août.

## Présentation
La Forêt des Livres est une manifestation littéraire d'un week-end, fondée par Gonzague Saint Bris. Celui-ci réunit, chez lui, des écrivains et des célébrités. Il est organisé dans un cadre sylvestre, au cœur de la forêt lochoise à Chanceaux-près-Loches. En moyenne, 150 écrivains dédicacent leurs livres en plein air. De nombreuses personnalités du spectacle, du cinéma, de la télévision ou du show business sont également présentes.
En 2015, pour célébrer les vingt ans de l’événement, Gonzague Saint Bris demande à Cyril de La Patellière une sculpture, installée sur place. 
Association créée en 1992 sous le nom « Europe Touraine Culture et Communication » et Fonds de dotation, créé en 2011, sous le nom « La Forêt des Livres de Gonzague Saint Bris »
Certains observateurs font remarquer que des prix pourraient être décernés sur des critères plus littéraires que mondains ; prix de la critique littéraire à Claude Sérillon, etc.).
Les présidents d'honneur ont été : 
- 2003 - Françoise Chandernagor ;
- 2004 - Charles Aznavour ;
- 2005 - Renaud Donnedieu de Vabres ;
- 2006 - Maurice Druon ;
- 2007 - Bernard Pivot ;
- 2008 - Hélène Carrère d'Encausse ;
- 2009 - Simone Veil ;
- 2010 - Jean d'Ormesson ;
- 2011 - Didier Decoin ;
- 2012 - Jean-Marie Rouart ;
- 2013 - René de Obaldia ;
- 2014 - Dominique Bona ;
- 2015 - Marc Lambron ;
- 2016 - Hélène Carrère d'Encausse ;
- 2017 - Françoise Chandernagor.

À partir de 2018, le nouveau titre est « 150 écrivains chez Gonzague Saint Bris »
Jean-Marie Rouart est la parrain de la manifestation.

## Les prix littéraires
Chaque année, un jury, composé de personnalités du monde littéraire, décerne le prix des Lauriers Verts, dans diverses catégories.